# アミュプラザ博多
アミュプラザ博多（アミュプラザはかた）は、福岡県福岡市博多区博多駅中央街にある、株式会社JR博多シティが運営する専門店街（ファッションビル）。博多駅博多口の駅ビル、JR博多シティ内にある。

## 概要

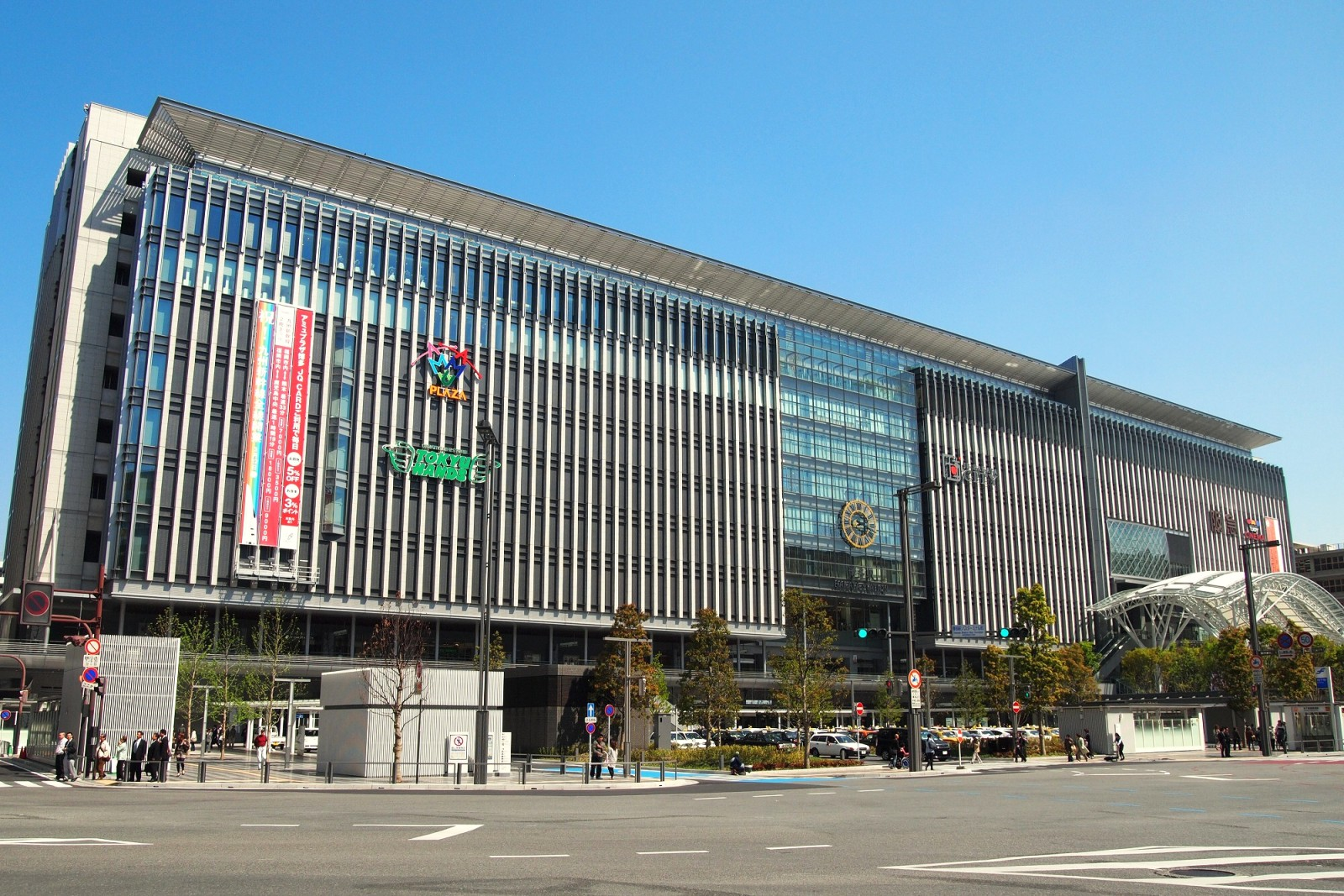
アミュプラザ博多

2014年3月1日には、博多デイトス（新幹線博多ビル（筑紫口）側）であった地上1階の「DEITOS STREET」の一部と地下1階の「LIFE STYLE STREET」の売り場を改装し、「アミュエスト(AMU EST)」としてリニューアルオープンした。またこれに伴い、JR博多シティビル内の売り場エリアのブランドネームを「アミュ(AMU)」とした。

## 施設概要
商業施設としては、JR博多シティにはアミュプラザ博多の他に博多阪急が入居しているが、アミュプラザ博多は専門店街（ファッションビル）の性格を持つ。また、ビル内の運営主体と言う観点では、JR博多シティは博多阪急、アミュプラザ博多と博多一番街に大きく区分され、ハンズ、レストランゾーン「くうてん」、ティ・ジョイ博多、JR九州ホール、屋上・「つばめの杜ひろば」ほか各種施設（駅前広場地下1階の「アミュ地下」など）はアミュプラザ博多の所属・内テナントの位置付けとなる。
なお、本項目では商業施設（テナント）としてのアミュプラザ博多について記述する。その他のJR博多シティの共用となる施設（駐輪・駐車場など）などについてはJR博多シティを参照。

## 主要テナント
- JR博多シティ内：「AMU（アミュ）」
  - ハンズ
  - レストランゾーン「くうてん」
  - ティ・ジョイ博多
  - JR九州ホール、JR博多シティ会議室、九大ビジネススクール
  - 屋上・「つばめの杜ひろば」
  - 「アミュ地下」 - 駅前広場南寄り地下1階
- 新幹線博多ビル（筑紫口）側：「AMU EST（アミュ エスト）」[6]
- その他
  - FM FUKUOKA JR HAKATA CITY Studio

過去のテナント
- 「いっぴん通り」 - 博多駅中央コンコースの、博多デイトスとの境界付近にある食品売場。2011年3月3日新設。2012年6月より、博多デイトス運営になる[7]。付近にはJR九州の客室乗務員が運営する「つばめカフェ」が2015年1月9日まで営業していた。

### 主要な店舗
- AMU（アミュ）
  - CA4LA
  - ビームス
  - アディダス
  - ABC-MARTプレミアステージ
  - JINS
  - MARUZEN
  - 鉄道模型「ポポンデッタ」
  - 島村楽器
  - タワーレコード
  - 無印良品
  - ABCクッキングスタジオ
  - シアトルズベストコーヒー
  - スープストックトーキョー
  - 九州パンケーキキッチン
  - ディーン・アンド・デルーカ
  - ドラッグイレブン
  - アイシティ
  - キンコーズ
  - チョコレートショップ博多の石畳
- AMU EST（アミュ エスト）
  - ユニクロ
  - スニーカーセレクト by ABC-MART
  - 靴下屋
  - ローリーズファーム
  - ミスタードーナツ
  - 佐川急便
  - クリーニング洗光舎

#### 過去の主要な店舗
- AMU（アミュ）
  - ポケモンセンターフクオカ

## 沿革
- 2011年3月3日 - 駅ビルと同時オープン。JR博多シティ・アミュプラザ博多のプロモーションにアヤカ・ウィルソンを起用。
- 2011年8月 - つばめの杜ひろば、タイル画アートプロジェクトがブルネル賞奨励賞を受賞。
- 2012年6月 - いっぴん通りの運営がアミュプラザ博多から博多デイトスに変更になる。
- 2014年3月 - 博多デイトスの一部エリアを改装し「AMU EST（アミュ エスト）」としてリニューアルオープン。これに伴い、JR博多シティビル内の売り場エリアのブランドネームを「AMU（アミュ）」とした。